# Erdbeben von Valdivia 1575

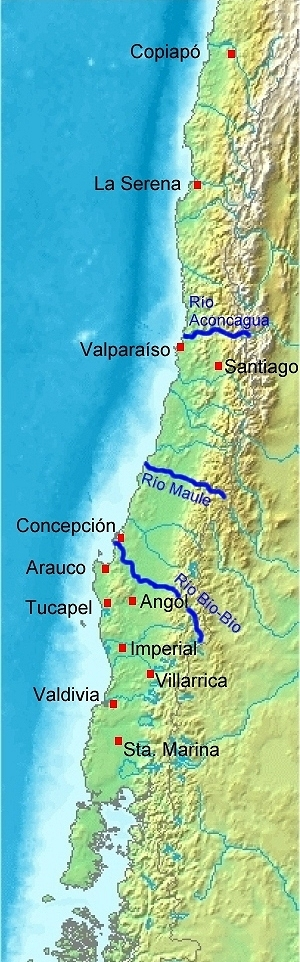
Chile zur Zeit des Erdbebens

Das Erdbeben von Valdivia am 16. Dezember 1575 war ein Erdbeben in Chile. Das Epizentrum lag vermutlich in der Nähe der erst 23 Jahre zuvor gegründeten Stadt Valdivia. Mit einer geschätzten Magnitude von 8,5 bis 9,5 war es eines der stärksten Erdbeben in der Geschichte. Spanische Chronisten berichten von 21 Toten.
Wie beim Erdbeben von Valdivia 1960 blockierte ein durch einen Erdrutsch gebildeter Damm den Ausfluss des Lago Riñihue. Als der Damm im April des folgenden Jahres brach, tötete die Flutwelle etwa 1200 Mapuche. Das rechtzeitig evakuierte Valdivia wurde von den Wassermassen vollständig zerstört.